# Wężowice (województwo opolskie)
Wężowice (niem. Wenziowitte, od 1935 roku Gülchen-Waldfried) – wieś w Polsce, położona w województwie opolskim, w powiecie namysłowskim, w gminie Świerczów.
| SIMC    | Nazwa    | Rodzaj     |
| ------- | -------- | ---------- |
| 0503913 | Jaźwinka | przysiółek |

W latach 1975–1998 miejscowość administracyjnie należała do ówczesnego województwa opolskiego.
28 czerwca 1948 roku wprowadzono urzędową nazwę polską Wężowite w miejsce niemieckiej Gülchen-Waldfried. 1 stycznia 2007 roku zmieniono nazwę Wężowite na Wężowice.